# 布洛克大学

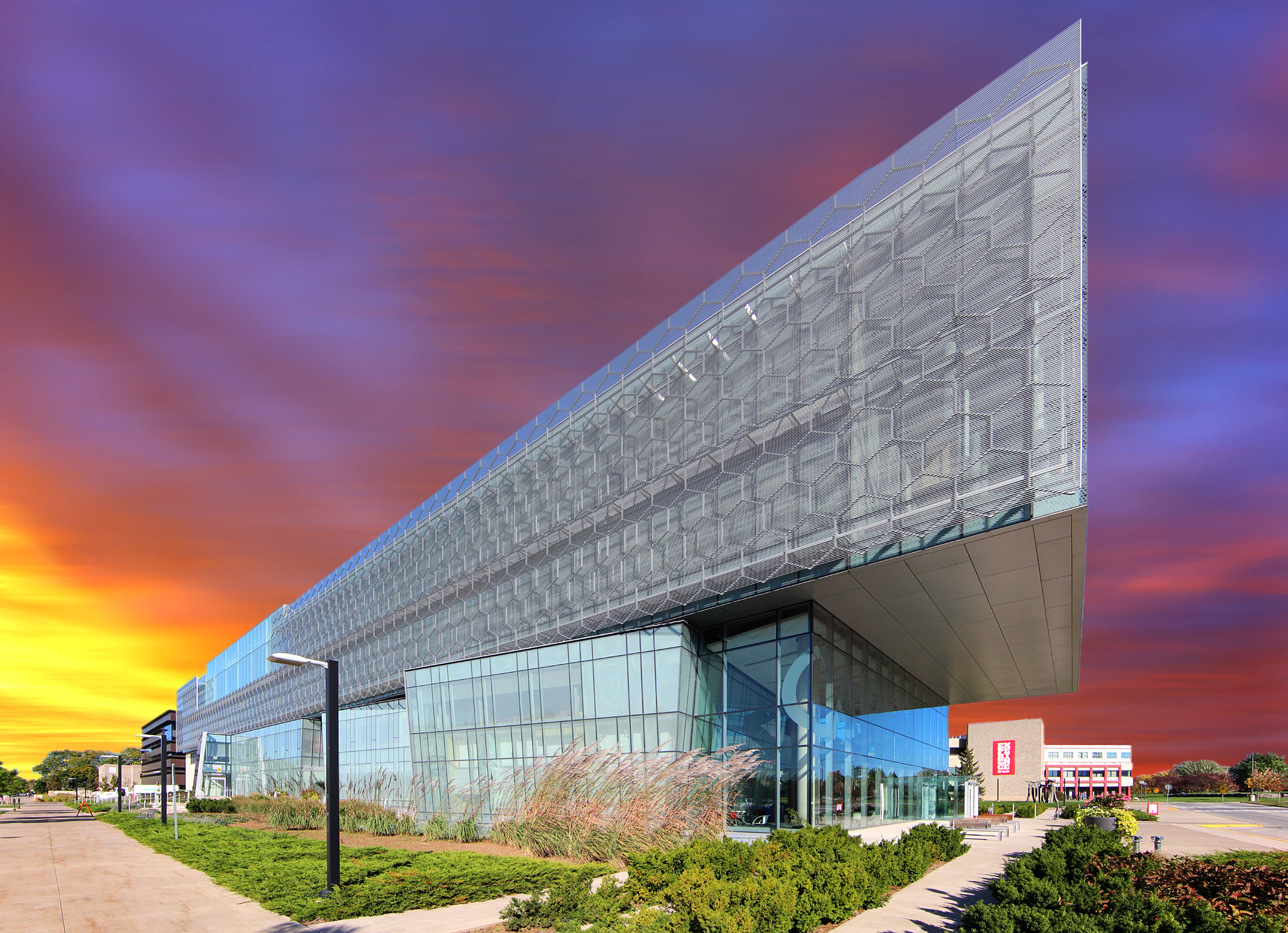
布洛克大学

布洛克大学（英語：Brock University，中國大陸稱布魯克大學），是加拿大安大略省圣凯瑟琳斯的公立大学。它是加拿大唯一地处世界生物圈保护区网络以内的大学也是尼亞加拉地區唯一的大學，位于尼亚加拉半岛中心，尼亚加拉断崖之上。 學生總數19150人，在2019年麥克林雜志加拿大大學排名中位居綜合類大學第十三名，比2018年排名上升兩名。截至2011年，布洛克大学的带薪实习项目位列加拿大第五大，安大略省第三大。毕业生就业率达97.2%，是安省就业率最高的大学之一。。旗下的古德曼商學院於2021 QS 全球MBA排名中名列加拿大商學院第12名,並且在學生與師資多元性與國際化的項目中排名中名列加拿大第一名。

### 歷史
布洛克大學是1964年安大略省立法議會通過布洛克大學法案而創立的，以英國和加拿大軍隊的指揮官艾薩克·布洛克爵士（Sir Isaac Brock)命名，紀念其在1812年戰爭中保衛上加拿大之功。儘管英國和加拿大軍隊接連獲勝，但布魯克仍然在1812年的皇后鎮高地戰役中喪生，戰鬥 距離校園現址20公里（12英里）。  由於他對加拿大的貢獻，布洛克在2004年由加拿大廣播公司進行的民意調查中被選為第28位最偉大的加拿大人。

### 地理位置
布洛克大學位於安大略省聖凱瑟琳市南部，安大略湖畔，環境美麗幽靜，安全舒適，是世界著名的旅遊勝地，也是學習的好地方，距大城市交通方便，駕車去多倫多約一個小時，距尼加拉大瀑布僅十五分鐘的車程。這裏的氣候溫和，是加拿大風景最秀麗的地區之一。

### 學術認證
AACSB協會成員大學之一。其古德曼商學院的商科專業受與美國麻省理工學院、長春藤名校耶魯大學、哈佛大學、以及加拿大首屈一指的名校多倫多大學、皇后大學等精英學府一起獲得美國商學院協會(AACSB)的認證。

### 特色
布洛克大學擁有北美唯一的葡萄培育和葡萄酒釀造場地，提供全北美大學獨一無二的保健附加培訓計畫。
就讀兩年以上學士或碩士課程 + 畢業後一年之工作經驗，即可申請加拿大經驗類別移民。 就讀一年以上碩士課程，免工作經驗，即可申請加拿大安大略省省提名移民。

### 課程設置

#### 學士課程：
古德曼商學院：會計學，管理，企業管理，金融，普通管理，人類資源管理，國際商務，市場行銷，公共管理。

文學院：普通語言學，傳播學，英語教學，古典語言學，古典藝術及建築，古代研究，英語語言文學，戲劇文學，文化研究，法語，德語及斯拉夫語，義大利語，西班牙語，加拿大研究，文學研究，歷史，哲學，音樂，戲劇，視覺藝術。

社會科學學院：青少年研究，傳播學，經濟學，環境政策，電影研究，地理學，勞動研究，政治學，心理學，社會學，婦女研究，環境經濟學，商業經濟學。

數學及科學學院：生物科學，生物醫學，生物化學，生物技術，化學，物理，護理，電腦科學，計算及固態裝置技術，地球科學，環境科學，數學，原子科學，酒學及葡萄栽培法，自然地理學，計算與商務。

體育及娛樂學院：殘疾研究，一般研究，運動研究，娛樂休閒學，體育訓練管理學，旅遊觀光，旅遊管理，旅遊計畫及管理，健康科學。

教育學院：教育學學士

#### 碩士課程：
會計學，商業企管（MBA），商業經濟，教育，英語教學（TESL），應用健康科學，幼兒教育，生物科學，生化科技，電腦科學，英國文學，地理學，歷史，管理，數學與統計，物理，哲學，政治學，心理學，比較文學與藝術